# Комплекс Кошуля
Комплекс Кошуля был впервые введён в математике Жаном-Луи Кошулем, чтобы определить теорию когомологий алгебр Ли. Впоследствии он оказался полезной общей конструкцией гомологической алгебры. Его гомологии могут быть использованы для того, чтобы определить, является ли последовательность элементов кольца M-регулярной, и, как следствие, он может быть использован для того, чтобы доказать базовые свойства глубины модуля или идеала.

## Определение
Пусть R — коммутативное кольцо и E — свободный R-модуль конечного ранга r. Мы обозначаем через {\displaystyle \wedge ^{i}E} i-ю внешнюю степень E. Тогда для R-линейного отображения {\displaystyle s:E\to R}
комплекс Кошуля, ассоциированный с s — это цепной комплекс R-модулей
{\displaystyle K_{\bullet }(s):0\to \wedge ^{r}E{\overset {d_{r}}{\to }}\wedge ^{r-1}E\to \cdots \to \wedge ^{1}E{\overset {d_{1}}{\to }}R\to 0,}
в котором дифференциал dk задаётся по правилу: для любых ei из E
{\displaystyle d_{k}(e_{1}\wedge \dots \wedge e_{k})=\sum _{i=1}^{k}(-1)^{i+1}s(e_{i})e_{1}\wedge \cdots \wedge {\widehat {e_{i}}}\wedge \cdots \wedge e_{k}}
Надстрочный знак {\displaystyle {\widehat {\cdot }}} означает, что сомножитель пропускается.
Заметим, что {\displaystyle \wedge ^{1}E=E} и {\displaystyle d_{1}=s}. Заметим также, что {\displaystyle \wedge ^{r}E\simeq R}; этот изоморфизм не канонический (например, выбор формы объёма в дифференциальной геометрии — это пример такого изоморфизма).
Если E = Rr (то есть выбран базис), то задание R-линейного отображения s: Rr → R эквивалентно заданию конечной последовательности s1, …, sr элементов R (вектор-строки) и в этом случае обозначают {\displaystyle K_{\bullet }(s_{1},\dots ,s_{r})=K_{\bullet }(s).}
Если M — конечно порождённый R-модуль, полагают
{\displaystyle K_{\bullet }(s,M)=K_{\bullet }(s)\otimes _{R}M}.
i-е гомологии комплекса Кошуля
{\displaystyle \operatorname {H} _{i}(K_{\bullet }(s,M))=\operatorname {ker} (d_{i}\otimes 1_{M})/\operatorname {im} (d_{i+1}\otimes 1_{M})}
называются i-ми гомологиями Кошуля. Например, если E = Rr и {\displaystyle s=[s_{1}\cdots s_{r}]} — вектор-строка из элементов R, то дифференциал комплекса Кошуля {\displaystyle d_{1}\otimes 1_{M}} есть
{\displaystyle s:M^{r}\to M,\,(m_{1},\dots ,m_{r})\mapsto s_{1}m_{1}+\dots +s_{r}m_{r}}
и
{\displaystyle \operatorname {H} _{0}(K_{\bullet }(s,M))=M/(s_{1},\dots ,s_{r})M=R/(s_{1},\dots ,s_{r})\otimes _{R}M.}
Также
{\displaystyle \operatorname {H} _{r}(K_{\bullet }(s,M))=\{m\in M:s_{1}m=s_{2}m=\dots =s_{r}m=0\}=\operatorname {Hom} _{R}(R/(s_{1},\dots ,s_{r}),M).}

### Комплексы Кошуля малых размерностей
Если даны элемент x кольца R и R-модуль M, умножение на x даёт гомоморфизм R-модулей
{\displaystyle M\to M.}
Если рассматривать его как цепной комплекс (сосредоточенный в степенях 1 и 0), он обозначается {\displaystyle K(x,M)}. Его гомологии равны
{\displaystyle H_{0}(K(x,M))=M/xM,H_{1}(K(x,M))=Ann_{M}(x)=\{m\in M,xm=0\},}
Таким образом, комплекс Кошуля и его гомологии хранят основную информацию о свойствах умножения на x.
Цепной комплекс K•(x) называется комплексом Кошуля элемента x кольца R. Если x1, x2, …, xn — элементы R, комплекс Кошуля последовательности x1, x2, …, xn, обычно обозначаемый K•(x1, x2, …, xn), есть тензорное произведение {\displaystyle K_{\bullet }(x_{1})\otimes K_{\bullet }(x_{2})\otimes \cdots \otimes K_{\bullet }(x_{n})} комплексов Кошуля для каждого i.
Комплекс Кошуля для пары {\displaystyle (x,y)\in R^{2}} имеет вид
{\displaystyle 0\to R{\xrightarrow {\ d_{2}\ }}R^{2}{\xrightarrow {\ d_{1}\ }}R\to 0,}
где матрицы {\displaystyle d_{1}} и {\displaystyle d_{2}} задаются как
{\displaystyle d_{1}={\begin{bmatrix}x&y\\\end{bmatrix}}} and
{\displaystyle d_{2}={\begin{bmatrix}-y\\x\\\end{bmatrix}}.}
Тогда циклы степени 1 — это в точности линейные соотношения между элементами x и y, тогда как границы — это тривиальные соотношения. Первые гомологии Кошуля H1(K•(x, y)), таким образом, описывают соотношения по модулю тривиальных соотношений.
В случае, когда элементы x1, x2, …, xn образуют регулярную последовательность, все высшие гомологии Кошуля зануляются.

## Пример
Если k — это поле, X1, X2, …, Xd — неизвестные и R — это кольцо многочленов k[X1, X2, …, Xd], комплекс Кошуля K•(Xi) последовательности Xi является конкретным примером свободной резольвенты R-модуля k.